# Lola T93/30
O T93/30 é o modelo da Lola da temporada de 1993 da F1. Condutores: Michele Alboreto e Luca Badoer.

## Resultados[1]
(legenda)
| Ano  | Chassi | Motor               | Pneus | N° | Pilotos          | 1   | 2   | 3   | 4   | 5   | 6   | 7   | 8   | 9   | 10  | 11  | 12  | 13  | 14  | 15  | 16  | Pontos | Posição  |  |
| ---- | ------ | ------------------- | ----- | -- | ---------------- | --- | --- | --- | --- | --- | --- | --- | --- | --- | --- | --- | --- | --- | --- | --- | --- | ------ | -------- |  |
|      |        |                     |       |    |                  |     |     |     |     |     |     |     |     |     |     |     |     |     |     |     |     |        |          |  |
|      |        |                     |       |    |                  | RSA | BRA | EUR | SMR | ESP | MON | CAN | FRA | GBR | GER | HUN | BEL | ITA | POR | JPN | AUS |        |          |  |
| 1993 | T93/30 | Ferrari 040 3.5 V12 | G     | 21 | Michele Alboreto | Ret | 11  | 11  | NQ  | NQ  | Ret | NQ  | NQ  | NQ  | 16  | Ret | 14  | Ret | Ret |     |     | 0      | NC (12º) |  |
| 1993 | T93/30 | Ferrari 040 3.5 V12 | G     | 22 | Luca Badoer      | Ret | 12  | NQ  | 7   | Ret | NQ  | 15  | Ret | Ret | Ret | Ret | 13  | 10  | 14  |     |     | 0      | NC (12º) |  |